# James M. Buchanan

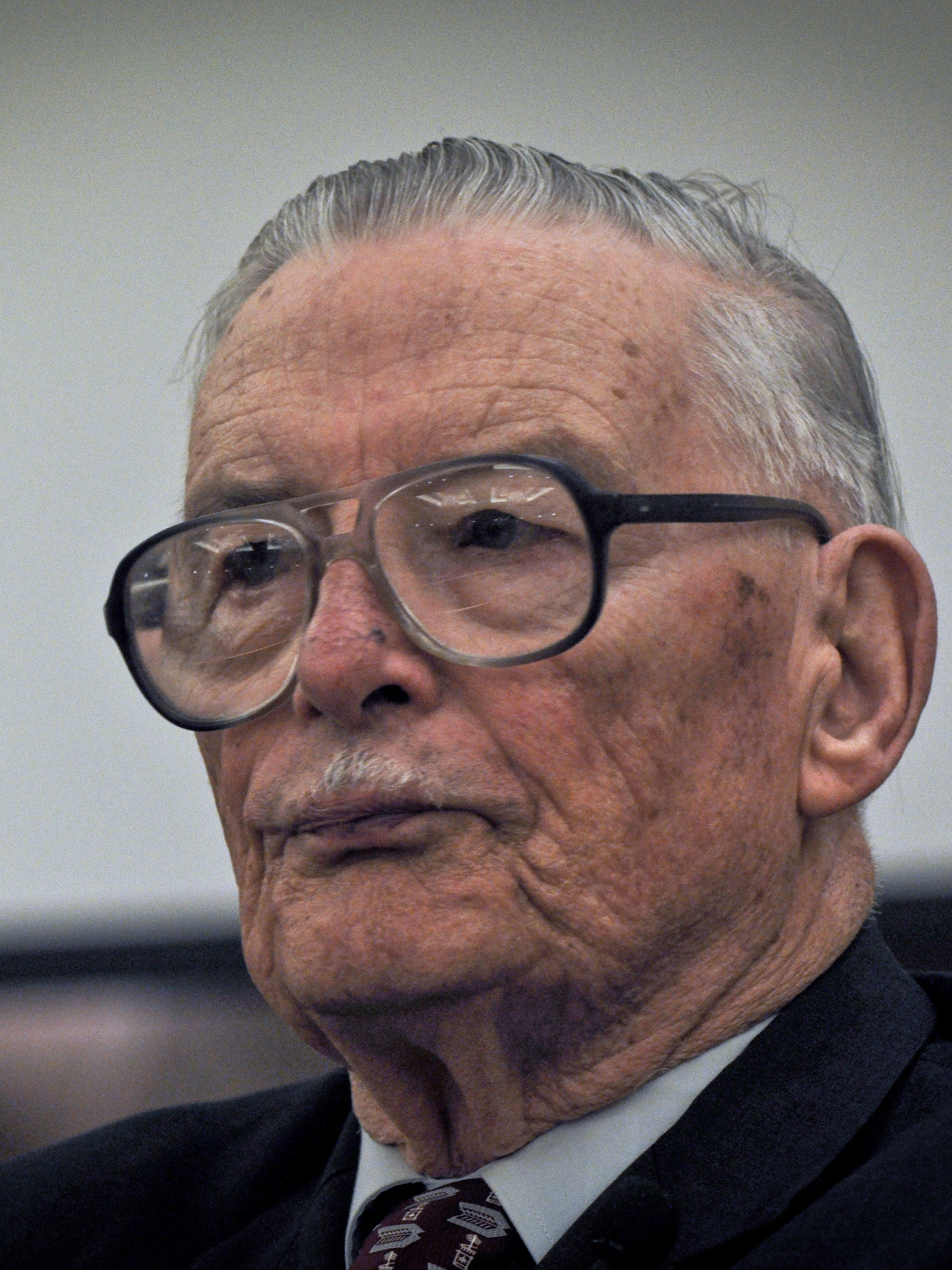
James M. Buchanan (2010)

James McGill Buchanan Jr. (* 3. Oktober 1919 in Murfreesboro, Tennessee; † 9. Januar 2013 in Blacksburg, Virginia) war ein US-amerikanischer Ökonom. Sein Schwerpunkt lag in der Entwicklung einer ökonomischen Theorie des Staates, für seine Arbeit zur ökonomischen und politischen Entscheidungsfindung erhielt er 1986 den von der Schwedischen Reichsbank in Erinnerung an Alfred Nobel gestifteten Preises für Wirtschaftswissenschaften. Er galt als einer der Pioniere der Neuen Politischen Ökonomie.

## Leben und Werk
James M. Buchanans Großvater war John P. Buchanan (1847–1930), von 1891 bis 1893 Gouverneur von Tennessee. Dennoch wuchs Buchanan in einfachen Verhältnissen auf einer Farm auf. Doch die Familie war sich einig, dass er nicht Farmer werden, sondern möglichst gut ausgebildet werden sollte. So studierte er an den staatlichen Universitäten Tennessees Politik. Als er 1941 zum Kriegsdienst einberufen wurde, entwickelte er nach eigenen Angaben den Ehrgeiz, Marineoffizier zu werden und machte in der Ausbildung die Erfahrung sozialer Ungerechtigkeit: Dass Absolventen von Elite-Universitäten bei Beförderungen vorgezogen wurden, empörte ihn nach seinen Worten so sehr, dass seine ohnehin linksgerichtete politische Einstellung (von der er sich später distanzierte) radikalisiert wurde. Nach Kriegsende ging er an die University of Chicago und studierte Ökonomie bei Frank Knight und Milton Friedman. 1948 promovierte er dort zum Ph.D. Buchanan lehrte Politische Ökonomie an einer Reihe von US-Universitäten jeweils einige Jahre: University of Tennessee, Florida State University, University of Virginia, University of California at Los Angeles. In jener Phase entstand im Jahre 1965 seine „Klubtheorie“ (englisch theory of clubs), in der er unter anderem der Frage nach der Größe eines Vereins und dem hiervon ausgehenden Einfluss auf öffentliche Güter nachging. Danach arbeitete er 1969–1983 am Virginia Polytechnic Institute und schließlich ab 1983 an der George Mason University.
Buchanans Arbeiten, insbesondere zur Public Choice Theory, sind interdisziplinär angelegt und haben Einfluss in anderen Bereichen der Sozialwissenschaften. Unter anderem war es sein Ziel, der Wirtschaftswissenschaft ihre gesellschaftspolitische Bedeutung zurückzugeben (politische Ökonomik). So bediente er sich in seinem 1975 erschienenen Buch Limits of Liberty. Between Anarchy and Leviathan unter anderem einiger Modelle und Verfahren der politischen Philosophie, um eine theoretische Begründung seines ökonomischen Neoliberalismus zu finden. Anknüpfend an die Vertragslehre Thomas Hobbes’ versuchte er dabei, Rechtsordnung, Rechtsschutzstaat und Leistungsstaat in einer vertraglichen Einigung rationaler und realistischer Individuen zu verankern.
Jeder Konflikt zwischen „Freiheit“, d. h. der absolut freien Verfügungsgewalt des Individuums über sein Eigentum, einerseits und andererseits Gemeinwohl und Demokratie sollte zugunsten der Freiheit gelöst werden.
Buchanans Werk kann durch folgende zentrale Merkmale charakterisiert werden:
- Strikte Unterscheidung in die Auswahl von Regeln und Entscheidung über Handlungen unter Regeln
- Normativer und methodologischer Individualismus (Homo-oeconomicus-Modell)
- Interessenlogischer Politikbegriff: Politik ist kein Wahrheitsbetrieb, sondern handelt vom Austauschprozess angesichts divergierender Interessen
- Veränderungsvorschläge haben sich stets am Status quo zu orientieren
- Eine Bewertung sozialer Ergebnisse ist nur über die Bewertung der maßgeblichen Entscheidungsregeln möglich („that which emerges from the interaction process is, quite simply, that which emerges. It is inappropriate to classify any outcome or end-state as better than another“ (2001, S. 270).)
- Maßgebliches Bewertungskriterium ist der Konsens der Betroffenen, bezogen auf das Entscheidungsverfahren, nicht die emergierenden Ergebnisse unter diesen Verfahren.

Eine bekannte Schlussfolgerung der Public-Choice-Theorie ist insbesondere, dass Politiker ihr Handeln eher auf ihre Wiederwahl oder ein möglichst hohes Steueraufkommen ausrichten, als auf das Gemeinwohl. Buchanans Public-Choice-Theorie legt daher nahe, den Handlungsspielraum der politischen Entscheidungsträger bei der Staatsverschuldung durch entsprechende Verbote zu begrenzen. Insbesondere die Regelungen über die Schuldenbremse folgen aus dieser Theorie. Buchanan sprach sich dafür aus, die gewünschten politischen Veränderungen möglichst unsichtbar durchzuführen; so soll die Schleifung der sozialen Sicherungssysteme (Sozialstaat) nicht direkt verlautbart werden, sondern sie soll getarnt als Reformen zur Stabilisierung der Systeme durchgeführt werden.
Buchanan lehrte den größten Teil seines Lebens in Virginia, an der University of Virginia in Charlottesville und an der George Mason University in Fairfax. Finanziell unterstützt wurde seine Arbeit an der George Mason University von den Inhabern von Koch Industries. In einem Nachruf auf Buchanan konstatierte die New York Times, dass er großen Einfluss auf konservative Ansichten zu ökonomischen Themen ausübte. Erst nach seinem Tod wurden durch die Historikerin Nancy MacLean die Korrespondenzen mit Charles G. Koch im Archiv auf dem Campus der George Mason University entdeckt.
MacLean wertete die Erkenntnisse in ihrem 2017 erschienenen Buch Democracy in Chains aus. Auf Basis der Recherchen warf sie Charles G. Koch und Buchanan vor, dass sie einen verdeckten Plan zum Umbau des politischen Gefüges der USA zugunsten der kleinen Minderheit der Superreichen und zum Nachteil der Bevölkerungsmehrheit entwickelten und auch dessen Realisierung in die Wege leiteten. Das Buch erhielt einige Beachtung und die Schlussfolgerungen wurden kontrovers (und dabei in unterschiedlichen politischen Richtungen zustimmend oder ablehnend) diskutiert.
Er war Mitglied der Mont Pelerin Society sowie, seit 1976, der American Academy of Arts and Sciences, und Ehrenpräsident des Walter Eucken Instituts. 1980 wurde er von der Pinochet-Diktatur in Chile eingeladen und beriet diese bei der Ausgestaltung ihrer Verfassung.
Zudem war er Mitglied der Union Mundial pro Interlingua, der Weltunion der Plansprache Interlingua.

## Schriften
- The Collected Works of James M. Buchanan – Volume 17 – Moral Science and Moral Order. Indianapolis 2001.
  - insgesamt 20 Bände: Liberty Fund, Indianapolis, Indiana.
- Constitutional Economics. Cambridge 1991.
- Politische Ökonomie als Verfassungstheorie. Zürich 1990.
- Liberty, Market and State: Political Economy in the 1980s. New York, 1986.
- The Reason of Rules – Constitutional Political Economy. Indianapolis 1985, 2000.
- What Should Economists Do?. Indianapolis, 1979.
- Die Verfassung der Freiheit. In: Otto Molden: Zu den Grenzen der Freiheit. Wien [u. a.], 1977.
- The Limits of Liberty. Between Anarchy and Leviathan. Chicago [u. a.] 1975, 1987.
- mit Gordon Tullock: The Calculus of Consent – Logical Foundations of Constitutional Democracy. Ann Arbor 1962, 1989.